# Elsinoë mangiferae
Elsinoë mangiferae är en svampart som beskrevs av Bitanc. & Jenkins 1946. Elsinoë mangiferae ingår i släktet Elsinoë och familjen Elsinoaceae.   Inga underarter finns listade i Catalogue of Life.